# Грета Сміт
Грета Сміт (нід. Gretha Smit; 20 січня 1976, Раувен, Оверейсел, Нідерланди) — голландська ковзанярка, олімпійська чемпіонка 2002 року; чотириразова призерка чемпіонатів світу з ковзанярського спорту на окремих дистанціях 2003 та 2004 року. Срібна призерка зимових Олімпійських ігор 2002 року в жіночому забігу на 5000 м.

## Біографія
Грета Сміт народилася в поселенні Раувен, муніципалітет Стапхорст, провінція Оверейсел. Її батьки займалися фермерством. З дитинства каталася на ковзанах разом зі своїми двома сестрами. Щосуботи батько сімейства відвозив доньок до таких міст, як Геренвен та Девентер, де діти мали змогу займатися разом з членами юніорської ковзанярський командою Східного регіону. Грета з дитинства багато уваги приділяла їзді на велосипеді, проїжджаючи по вісімнадцять кілометрів на добу на шляху до середньої школу в Зволле і назад додому. Завдяки такого роду тренуванням надалі Сміт стала спеціалізуватися на довгих дистанціях в ковзанярському спорті. Паралельно з тренуваннями Грета освоїла професію флориста і деякий час працювала в квітковому магазині. В кінці 80 на початку 90 років в ковзанярському спорті було не багато голландських спортсменок, що було обумовлено труднощами конкуренції на міжнародних змаганнях зі спортсменками з НДР. Незважаючи на це Грета разом зі своїми сестрами почали професійно тренуватися і виступати. Її тренування проходили спершу на базі клубу «Schaatstrainingsgroep Giethoorn», а після — «Team Telfort». У 1996 році вона виграла свій перший національний титул на чемпіонаті Нідерландів. Після цього вона ще три рази ставала чемпіонкою Нідерландів. Завдяки цим успіхам в грудні 2001 року Сміт було обрано до складу національної збірної Нідерландів для участь в зимових Олімпійських іграх 2002 року в Солт-Лейк-Сіті. Після цих змагань у неї був діагностований розрив зв'язок колінного суглоба. У грудні 2005 року вона невдало впала під час тренувань в Італії і сильно забила голову, що спричинило часті головні болі. Оскільки вона була заявлена для участі в майбутніх зимових Олімпійських іграх 2006 року в Турині — лікування поєднувалося з тренуваннями. У 2009 році вона знову отримала травму колінного суглоба, того ж, яке було пошкоджено ще в 2002 році. Операція і тривалий період відновлення привели до того, що 23 листопада 2009 року вона заявила про припинення професійної кар'єри.